# Pueblo chico, infierno grande (telenovela)
Pueblo chico, infierno grande es una telenovela mexicana producida por José Alberto Castro para Televisa en 1997. Fue protagonizada por Verónica Castro y Juan Soler, con las participaciones antagónicas de Guillermo Capetillo, Alma Delfina, Salvador Sánchez y Mónika Sánchez, con las actuaciones estelares de Jorge Martínez de Hoyos, José Carlos Ruiz, Anna Silvetti y Patricia Reyes Spíndola.
Esta telenovela es una historia original de Javier Ruán y adaptada por él mismo y Mario Hernández. Se basa en una historia verídica sobre Leonarda, la tía de Javier Ruán.[cita requerida]

## Argumento
A fines del siglo XIX, el pueblo de Nahuatzen celebra la fiesta de su patrono, San Luis. Durante la procesión, dos adolescentes encuentran el amor: la joven Magdalena Beltrán se enamora del Batán, un tratante de caballos de pésima reputación, mientras que Leonardita Ruán, hija de Prisciliano Ruán uno de los hombres más influyentes de Nahuatzen, se enamora del joven Hermilo Jaimez, hijo de una costurera. 
Magdalena se compromete con el Batán, pero un día lo encuentra en la cama con su propia madre, Inmaculada. Desesperada, Magdalena abandona su casa y vagando por el pueblo es encontrada por "La Tapanca", una prostituta que la toma bajo su protección. Por otra parte, el anciano millonario don Rosendo Equigua pide la mano de Leonarda, y Prisciliano se la concede. Leonarda decide huir con Hermilo el día de su boda, pero Prisciliano trunca los planes de su hija y expulsa al joven del pueblo. Don Rosendo muere unos pocos meses después de su boda al caer de su caballo. 
Pasan veinte años. Leonarda permanece viuda, y a pesar de ser millonaria y libre, no piensa en reconstruir su vida. Magdalena, apodada "La Beltraneja", es ahora la dueña del próspero burdel de Nahuatzen.
Un día, Leonarda encuentra en sus campos al joven Genaro Onchi y le da trabajo. Los dos se enamoran perdidamente el uno del otro, sin embargo, muchas mujeres del pueblo quedarán deslumbradas con la apostura de Genaro y su gran parecido con San Luis y rivalizarán con Leonarda. De ellas destacan la jovencita millonaria Braulia Felícitas e Indalecia, la propia sirvienta de Leonarda.
Otros obstáculos a la relación de Genaro y Leonarda serán: el qué dirán, la oposición de las hermanas de Leonarda: Cleotilde, Eloísa y Jovita, y el regreso de Hermilo. Sin embargo, la mayor enemiga de Leonarda será la Beltraneja, que se obsesiona con Genaro y llegará a hacer lo impensable para separarlos.

## Elenco

### Primera etapa
- Aracely Arámbula - Leonarda Ruán
- Kuno Becker - Hermilo Jaimez
- Enrique Rocha - Don Prisciliano Ruán
- Jorge Russek - Don Rosendo Equihua
- Evangelina Sosa - Magdalena Beltrán "La Beltraneja"
- José María Yazpik - Sebastián Paleo "El Batán"
- Marta Aura - Mercedes
- Aarón Hernán - Don Felipe Tovar
- Arcelia Ramírez - Ignacia La Rentería de Ruán
- Susana Zabaleta - Medarda Zavala
- Alejandro Tommasi - Malfavón Heredia
- Lourdes Munguía - Altagracia "La Cheraneca"
- Socorro Bonilla - Inmaculada de Beltrán
- Joana Brito - Vititos de Zamora
- Manuel Guízar - Eduardo La Rentería
- Tere López-Tarín - Dra. Josefina Talavera
- Mario Iván Martínez - Stefano Onchi
- Zaide Silvia Gutiérrez - Olinca
- Roberto Sen - Elio Maldonado
- Mauricio Castillo - Fernando Urbina
- Adriana Fonseca - Jovita Ruán
- Cristina Alatorre - Eloísa Ruán
- Manola Diez - Cleotilde Ruán
- Alec Von Bargen - Malfavón Heredia
- Rodrigo Oviedo - Baldomero Irepán
- Víctor González - Gumaro Amezcua
- Héctor Cruz - Dr. Estanislao "Tanis" Allende
- Fernando Torre Lapham - Obispo
- Marco Bacuzzi - Guardaespaldas
- Alicia del Lago - Partera
- Fernanda Franco - Oralia

### Segunda etapa
- Verónica Castro - Leonarda Ruán viuda de Equigua
- Juan Soler - Genaro Onchi
- Guillermo Capetillo - Hermilo Jaimez
- Alma Delfina - Magdalena Beltrán "La Beltraneja"
- Salvador Sánchez - Consejo Serratos
- Mónika Sánchez - Indalecia Navas
- Karyme Lozano - Braulia Felícitas María de la Salud Serna
- Jorge Martínez de Hoyos - Don Chuchi Ríos
- Alicia Montoya - Doña Hipólita de Zavala
- José Carlos Ruiz - Arcadio Zamora
- Patricia Reyes Spíndola - Martina "La Perra"
- Angelina Peláez - Maclovia
- Luis Gimeno - Padre Arceo
- Lilia Aragón - "La Tapanca"
- Anna Silvetti - Cleotilde Ruán viuda de Morales
- Rosa María Bianchi - Porfiria Cumbios
- Ana Bertha Espin - Rutila Cumbios
- Ana de la Reguera - Priscila Amezcua Ruán
- Germán Gutiérrez - Baldomero "Baldo" Irepán Ruán
- Olivia Bucio - Eloísa Ruán de Amezcua
- Silvia Manríquez - Jovita Ruán de Irepán
- Óscar Traven - Gumaro Amezcua
- Juan Ignacio Aranda - Baldomero Irepán
- Luis Xavier - Antonio Serna
- Orlando Miguel - Palemón Morales
- Beatriz Cecilia - Profesora Gildarda Zavala
- Montserrat Ontiveros - Melitona de Serna
- Adalberto Parra - Guadalupe Tiburcio
- Teo Tapia - Dr. Estanislao "Tanis" Allende
- Evangelina Martínez - Saturnina
- Lourdes Deschamps - Cayetana
- Eduardo Rivera - Gildardo Heredia Zavala
- Julio Bracho - Práxedes
- Marisol del Olmo - Leocadia
- Eugenio Bartilotti - Gamaliel
- Baltazar Oviedo - Librado
- Adriana Lavat - Dora Luz
- Fernando Robles - Ambrosio
- Gerardo Albarrán - Sebastián Paleo "El Batán"
- Alejandro Villeli - Tereso
- Lucía Paillés - Pascuala
- Antonio Muñiz - Silverio
- Mercedes Gironella - Plácida
- Gabriel Mijares - Fanno
- Mariana Brito - Milagros
- Lourdes Jáuregui - Aureliana "Nelly"
- Melba Luna - Simona

## Premios y nominaciones

### Premios TVyNovelas 1998
| Categoría                   | Nominado(a)   | Resultado |
| --------------------------- | ------------- | --------- |
| Mejor actriz de reparto     | Alma Delfina  | Ganadora  |
| Mejor historia o adaptación | Javier Ruán   | Ganador   |
| Mejor escenografía          | Arturo Flores | Ganador   |
| Mejor ambientación          | Sandra Cortés | Ganadora  |